# Cục Biển và Hải đảo Việt Nam
Cục Biển và Hải đảo Việt Nam là tổ chức trực thuộc Bộ Tài nguyên và Môi trường, có chức năng tham mưu, giúp Bộ trưởng thực hiện quản lý tổng hợp tài nguyên, bảo vệ môi trường biển và hải đảo; quản lý và tổ chức thực hiện các hoạt động dịch vụ công thuộc phạm vi quản lý nhà nước của Cục theo quy định của pháp luật.
Cục Biển và Hải đảo Việt Nam thành lập ngày 1/1/2023, theo Nghị định số 68/2022/NĐ-CP ngày 22 tháng 9 năm 2022 của Chính phủ quy định chức năng, nhiệm vụ, quyền hạn và cơ cấu tổ chức của Bộ Tài nguyên và Môi trường.
Chức năng, nhiệm vụ, quyền hạn và cơ cấu tổ chức của Cục Biển và Hải đảo Việt Nam được quy định tại Quyết định số 2988/QĐ-BTNMT ngày 4/11/2022 của Bộ trưởng Bộ Tài nguyên và Môi trường.

## Nhiệm vụ và quyền hạn
Theo Điều 2, Quyết định số 2988/QĐ-BTNMT ngày 4/11/2022 của Bộ trưởng Bộ Tài nguyên và Môi trường, Cục Biển và Hải đảo Việt Nam có các nhiệm vụ, quyền hạn chính sau:
1. Trình Bộ trưởng:
a) Dự án luật, dự thảo nghị quyết của Quốc hội; dự án pháp lệnh, dự thảo nghị quyết của Ủy ban thường vụ Quốc hội; dự thảo nghị định, nghị quyết của Chính phủ; dự thảo quyết định, chỉ thị của Thủ tướng Chính phủ; cơ chế, chính sách và các văn bản khác thuộc phạm vi quản lý của Cục;
b) Chiến lược khai thác, sử dụng bền vững tài nguyên, bảo vệ môi trường biển và hải đảo; quy hoạch không gian biển quốc gia; quy hoạch tổng thể khai thác, sử dụng bền vững tài nguyên vùng bờ; chương trình, kế hoạch, đề án, dự án, nhiệm vụ và công trình quan trọng quốc gia thuộc phạm vi quản lý của Cục;
c) Tiêu chuẩn quốc gia, quy chuẩn kỹ thuật quốc gia, quy định kỹ thuật, định mức kinh tế - kỹ thuật, đơn giá sản phẩm, quy chế, quy trình thuộc phạm vi quản lý của Cục.
2. Giúp Bộ trưởng tham gia xây dựng chiến lược, chính sách, đề án trong lĩnh vực quốc phòng, an ninh, ngoại giao liên quan đến phát triển kinh tế - xã hội, chủ quyền, quyền chủ quyền, quyền tài phán quốc gia của Việt Nam trên biển, các cơ chế, chính sách khai thác sử dụng tài nguyên biển do các bộ, ngành, địa phương chủ trì xây dựng.
3. Hướng dẫn chuyên môn, nghiệp vụ thuộc phạm vi quản lý của Cục.
4. Hướng dẫn, tổ chức tuyên truyền về biển và hải đảo; phổ biến, giáo dục pháp luật về lĩnh vực thuộc phạm vi quản lý của Cục.
5. Hướng dẫn, kiểm tra và tổ chức thực hiện các văn bản quy phạm pháp luật, cơ chế, chính sách, chiến lược, quy hoạch, kế hoạch, chương trình, dự án, đề án, nhiệm vụ, tiêu chuẩn, quy chuẩn, quy định kỹ thuật, định mức kinh tế - kỹ thuật, đơn giá sản phẩm, quy chế, quy trình thuộc phạm vi quản lý của Cục.
6. Thực hiện nhiệm vụ Cơ quan thường trực Ủy ban chỉ đạo quốc gia về thực hiện Chiến lược phát triển bền vững kinh tế biển Việt Nam đến năm 2030, tầm nhìn đến năm 2045; điều phối tổ chức thực hiện Chiến lược phát triển bền vững kinh tế biển Việt Nam đến năm 2030, tầm nhìn đến năm 2045.
7. Về điều tra cơ bản tài nguyên, môi trường biển và hải đảo
a) Điều phối, tổ chức thực hiện chương trình trọng điểm điều tra cơ bản tài nguyên, môi trường biển và hải đảo; trình Bộ trưởng đề án, dự án, nhiệm vụ điều tra cơ bản tài nguyên, môi trường biển và hải đảo và tổ chức thực hiện sau khi được cấp có thẩm quyền phê duyệt;
b) Theo dõi, tổng hợp việc thực hiện công tác điều tra cơ bản về biển và hải đảo trong phạm vi cả nước;
c) Kiểm tra việc tuân thủ quy định của pháp luật về cung cấp, giao nộp kết quả điều tra cơ bản tài nguyên, môi trường biển và hải đảo;
d) Điều tra, khảo sát, quan trắc tài nguyên, môi trường biển và hải đảo; đánh giá tiềm năng, tổng hợp kết quả thống kê tài nguyên biển và hải đảo; lập bản đồ chuyên đề biển và hải đảo theo phân công của Bộ trưởng;
đ) Trình Bộ trưởng quyết định cấp, cấp lại, gia hạn, sửa đổi, bổ sung, đình chỉ, thu hồi văn bản cấp phép nghiên cứu khoa học cho tổ chức, cá nhân nước ngoài tiến hành trong vùng biển Việt Nam theo quy định của pháp luật;
e) Quản lý cơ sở kỹ thuật điều tra cơ bản tài nguyên, môi trường biển và hải đảo được giao quản lý.
8. Về quản lý khai thác, sử dụng tài nguyên biển và hải đảo
a) Trình Bộ trưởng: chương trình quản lý tổng hợp tài nguyên vùng bờ có phạm vi liên tỉnh; danh mục phân loại hải đảo; việc giao, công nhận, gia hạn, thu hồi, cho phép trả lại một phần hoặc toàn bộ khu vực biển, sửa đổi, bổ sung quyết định giao khu vực biển theo phạm vi thẩm quyền; giải quyết các kiến nghị, vướng mắc về sử dụng khu vực biển thuộc thẩm quyền giao của Bộ Tài nguyên và Môi trường theo quy định của pháp luật; quản lý, hướng dẫn, kiểm tra, giám sát việc tuân thủ quy định về việc giao khu vực biển để khai thác, sử dụng tài nguyên biển; hồ sơ thành lập Hội đồng thẩm định quy hoạch không gian biển quốc gia;
b) Trình Bộ trưởng xem xét, chấp thuận bằng văn bản về vị trí, ranh giới, diện tích, tọa độ, độ sâu, thời gian sử dụng khu vực biển để tổ chức, cá nhân Việt Nam thực hiện hoạt động nghiên cứu khoa học và để tổ chức, cá nhân đo đạc, quan trắc, điều tra, khảo sát, đánh giá tài nguyên biển;
c) Hướng dẫn, kiểm tra, tổ chức thực hiện Chiến lược khai thác, sử dụng bền vững tài nguyên, bảo vệ môi trường biển và hải đảo;
d) Tổng hợp, đánh giá tiềm năng kinh tế - xã hội liên quan đến biển của Việt Nam; thống kê, phân loại, đánh giá tiềm năng của các vùng biển, hải đảo của Việt Nam; chủ trì, phối hợp với các bộ, ngành liên quan đánh giá biến động tài nguyên biển và hải đảo;
đ) Chủ trì hoặc phối hợp với các cơ quan, tổ chức liên quan nghiên cứu, đánh giá giá trị dịch vụ các hệ sinh thái biển và vùng bờ để đề xuất các giải pháp quản lý, khai thác, sử dụng hợp lý tài nguyên và bảo vệ môi trường biển và hải đảo;
e) Trình Bộ trưởng quy định chi tiết về hồ sơ tài nguyên hải đảo. Quản lý hồ sơ tài nguyên hải đảo trên phạm vi cả nước; hướng dẫn việc lập và quản lý hồ sơ tài nguyên hải đảo;
g) Quản lý hoạt động lấn biển theo quy định của pháp luật;
h) Hướng dẫn, kiểm tra việc thiết lập và bảo vệ hành lang bảo vệ bờ biển.
9. Về kiểm soát tài nguyên, bảo vệ môi trường biển và hải đảo
a) Trình Bộ trưởng quyết định việc cấp, cấp lại, gia hạn, sửa đổi, cho phép trả lại, thu hồi Giấy phép nhận chìm ở biển thuộc thẩm quyền của Bộ;
b) Đánh giá kết quả hoạt động kiểm soát ô nhiễm môi trường biển và hải đảo thuộc phạm vi chức năng, nhiệm vụ của Bộ Tài nguyên và Môi trường; hướng dẫn, kiểm tra việc đánh giá kết quả hoạt động kiểm soát ô nhiễm môi trường biển và hải đảo;
c) Lập báo cáo hiện trạng môi trường biển và hải đảo quốc gia; báo cáo hiện trạng môi trường biển và hải đảo chuyên đề; hướng dẫn Ủy ban nhân dân các tỉnh, thành phố trực thuộc Trung ương có biển lập báo cáo hiện trạng môi trường biển và hải đảo;
d) Điều tra, thống kê, phân loại, đánh giá các nguồn thải ở vùng bờ, từ các hoạt động trên biển và hải đảo; đánh giá tình trạng ô nhiễm môi trường biển và hải đảo; phân vùng rủi ro ô nhiễm môi trường biển và hải đảo, lập bản đồ phân vùng rủi ro ô nhiễm môi trường biển và hải đảo, trình Bộ trưởng; phối hợp thực hiện việc điều tra, thống kê, phân loại, đánh giá các nguồn thải từ các lưu vực sông ra biển;
đ) Tổ chức thực hiện điều tra, đánh giá sức chịu tải môi trường của các khu vực biển và hải đảo ở vùng rủi ro ô nhiễm cao hoặc rất cao; trình Bộ trưởng công bố các khu vực biển và hải đảo không còn khả năng tiếp nhận chất thải;
e) Tổ chức thực hiện các biện pháp phòng ngừa, phát hiện, xử lý, khắc phục tình trạng ô nhiễm và suy thoái môi trường, các hệ sinh thái biển và hải đảo; cải thiện và phục hồi môi trường, các hệ sinh thái biển và hải đảo bị ô nhiễm và suy thoái;
g) Chủ trì, phối hợp với các bộ, ngành, địa phương xác định thiệt hại và yêu cầu cơ sở gây sự cố hóa chất độc trên các vùng biển bồi thường thiệt hại đối với sự cố cấp quốc gia; hướng dẫn các địa phương đánh giá, xác định thiệt hại và lập hồ sơ đòi bồi thường thiệt hại về môi trường, xây dựng và thực hiện kế hoạch phục hồi môi trường do dầu tràn, hóa chất độc trên biển theo phân công của Bộ trưởng và theo quy định của pháp luật;
h) Triển khai các hoạt động giám sát, đánh giá rủi ro, khắc phục và giải quyết hậu quả sự cố tràn dầu, hóa chất độc trên biển theo quy định của pháp luật; tham gia thẩm định kế hoạch ứng phó sự cố tràn dầu, kế hoạch ứng phó sự cố hóa chất độc trên biển;
i) Thực hiện nhiệm vụ cơ quan đầu mối kiểm soát ô nhiễm môi trường biển xuyên biên giới; chủ trì, phối hợp với các cơ quan, đơn vị có liên quan xác định nguồn gây ô nhiễm, xây dựng phương án xử lý khắc phục ô nhiễm môi trường biển xuyên biên giới;
k) Thực hiện công tác bảo tồn thiên nhiên và đa dạng sinh học biển và hải đảo theo phân công của Bộ trưởng;
l) Hướng dẫn, kiểm tra, giám sát việc thực hiện các quy định về nhận chìm ở biển, quản lý chất thải từ các hoạt động trên biển, trên vùng bờ và hải đảo, kiểm soát ô nhiễm môi trường biển và hải đảo; chủ trì, phối hợp kiểm tra, giám sát các hoạt động khai thác, sử dụng tài nguyên và bảo vệ môi trường vùng biển, vùng ven biển và hải đảo.
10. Về quản lý rác thải nhựa đại dương
a) Chủ trì, phối hợp với các cơ quan có liên quan tổ chức triển khai và hướng dẫn, theo dõi, kiểm tra, đôn đốc việc thực hiện Kế hoạch hành động quốc gia về quản lý rác thải nhựa đại dương đến năm 2030;
b) Điều tra, khảo sát, nghiên cứu, đánh giá về hiện trạng rác thải nhựa đại dương; lập báo cáo hiện trạng rác thải nhựa đại dương;
c) Chủ trì, phối hợp với các đơn vị giúp Bộ trưởng điều phối, quản lý các hoạt động hợp tác với các nước và các tổ chức quốc tế trong việc quản lý rác thải nhựa đại dương;
d) Làm đầu mối tham gia các thỏa thuận, điều ước quốc tế liên quan đến rác thải nhựa đại dương.
11. Về quan trắc, giám sát tổng hợp và hệ thống thông tin, cơ sở dữ liệu về tài nguyên môi trường biển và hải đảo
a) Thiết lập, quản lý và tổ chức khai thác, sử dụng hệ thống quan trắc, giám sát tổng hợp tài nguyên, môi trường biển và hải đảo; xây dựng và tổ chức thực hiện chương trình, kế hoạch đầu tư, khai thác, sử dụng và quản lý các công trình, phương tiện chuyên dùng phục vụ cảnh báo sự cố môi trường biển, nghiên cứu, khảo sát biển và đại dương thuộc phạm vi quản lý của Cục theo quy định của pháp luật;
b) Tổ chức xây dựng và quản lý hệ thống thông tin, cơ sở dữ liệu quốc gia về tài nguyên, môi trường biển và hải đảo; lưu trữ, cập nhật, khai thác, sử dụng và tích hợp, trao đổi, chia sẻ dữ liệu tài nguyên, môi trường biển và hải đảo; phân loại, thống kê tài nguyên trên các vùng biển và hải đảo của Việt Nam;
c) Định kỳ, đột xuất quan trắc, giám sát về môi trường nước, trầm tích, xói lở, bồi tụ bờ biển, các hệ sinh thái và đa dạng sinh học biển và hải đảo theo quy định của pháp luật;
d) Làm đầu mối tổ chức tham gia các hệ thống quan trắc, giám sát biển và đại dương của khu vực, thế giới.
12. Về khoa học và công nghệ
a) Đề xuất phương hướng, mục tiêu, nhiệm vụ nghiên cứu khoa học và phát triển công nghệ về tài nguyên, môi trường biển và hải đảo 05 năm và hằng năm; phối hợp tổng hợp, xây dựng, đặt hàng thực hiện đề tài, dự án, nhiệm vụ thuộc chương trình khoa học và công nghệ cấp quốc gia về tài nguyên, môi trường biển và hải đảo;
b) Nghiên cứu, phát triển, khai thác ứng dụng, chuyển giao, công bố, tuyên truyền kết quả nghiên cứu khoa học và phát triển công nghệ trong điều tra cơ bản, quản lý tổng hợp tài nguyên, bảo vệ môi trường biển và hải đảo. Tham mưu Bộ trưởng cho phép công bố, chuyển giao thông tin, kết quả nghiên cứu khoa học của tổ chức, cá nhân nước ngoài tiến hành nghiên cứu khoa học trong vùng biển Việt Nam;
c) Theo dõi, tổng hợp tình hình thực hiện các chương trình, dự án nghiên cứu khoa học biển và đại dương của các bộ, ngành và địa phương theo quy định của pháp luật.
13. Về hợp tác quốc tế
a) Chủ trì xây dựng các chương trình, kế hoạch, đề án, dự án, nhiệm vụ hợp tác quốc tế về biển, hải đảo và đại dương theo phân công của Bộ trưởng và tổ chức thực hiện sau khi được phê duyệt;
b) Đề xuất tham gia các điều ước, thỏa thuận quốc tế về quản lý tổng hợp tài nguyên, bảo vệ môi trường biển và hải đảo, đại dương; chủ trì hoặc tham gia đàm phán và tổ chức thực hiện các điều ước, thỏa thuận quốc tế theo phân công của Bộ trưởng;
c) Tổ chức thu thập thông tin, dữ liệu, phân tích, đánh giá, dự báo về các diễn biến, động thái trong nước và quốc tế có liên quan đến việc quản lý, khai thác, sử dụng tài nguyên, bảo vệ môi trường, nghiên cứu khoa học, hợp tác quốc tế về biển và hải đảo; đề xuất các vấn đề có tính dự báo, chiến lược nhằm chủ động hội nhập, tăng cường hợp tác quốc tế về điều tra cơ bản, nghiên cứu khoa học và quản lý tổng hợp tài nguyên, bảo vệ môi trường biển và hải đảo gắn với yêu cầu bảo đảm quốc phòng, an ninh, bảo vệ chủ quyền quốc gia trên biển;
d) Thực hiện nhiệm vụ cơ quan đầu mối tổng hợp các hoạt động hợp tác quốc tế về quản lý tổng hợp tài nguyên, bảo vệ môi trường biển và hải đảo; tham gia các tổ chức, diễn đàn quốc tế về biển và đại dương theo phân công của Bộ trưởng.
14. Tổ chức thực hiện cải cách hành chính, thực hành tiết kiệm, phòng, chống tham nhũng, lãng phí thuộc phạm vi quản lý của Cục theo chương trình, kế hoạch của Bộ và phân công của Bộ trưởng.
15. Quản lý tổ chức, biên chế, vị trí việc làm; công chức, viên chức, người lao động thuộc Cục theo phân cấp của Bộ và theo quy định của pháp luật.
16. Hướng dẫn, kiểm tra đối với hoạt động của các hội và tổ chức phi chính phủ theo phân cấp của Bộ trưởng.
17. Thực hiện công tác kiểm tra theo quy định của pháp luật; giải quyết khiếu nại, tố cáo, xử lý vi phạm pháp luật về tài nguyên, môi trường biển và hải đảo theo phân công của Bộ trưởng.
18. Quản lý tài chính, kế toán, tài sản thuộc Cục; thực hiện trách nhiệm của đơn vị dự toán cấp II đối với các đơn vị trực thuộc Cục theo quy định của pháp luật.
19. Thực hiện các dịch vụ công theo quy định của pháp luật.
20. Thống kê, báo cáo định kỳ, đột xuất tình hình thực hiện nhiệm vụ được giao.
21. Thực hiện nhiệm vụ khác do Bộ trưởng phân công.

## Lãnh đạo Cục[1]
- Cục trưởng: Nguyễn Đức Toàn
- Phó Cục trưởng:

1. Trương Đức Trí[2]
2. Nguyễn Thanh Tùng

## Cơ cấu tổ chức
(Theo Điều 3, Quyết định số 2988/QĐ-BTNMT ngày 4/11/2022 của Bộ trưởng Bộ Tài nguyên và Môi trường)

### Các đơn vị thực hiện chức năng quản lý nhà nước
- Văn phòng Cục
- Phòng Chính sách và Pháp chế
- Phòng Khoa học, Công nghệ và Hợp tác quốc tế
- Phòng Kế hoạch - Tài chính
- Phòng Quản lý điều tra cơ bản biển và hải đảo
- Phòng Quản lý khai thác biển và hải đảo
- Phòng Kiểm soát tài nguyên và Bảo vệ môi trường biển, hải đảo

### Các đơn vị sự nghiệp
- Trung tâm Quy hoạch và Điều tra tài nguyên - môi trường biển khu vực phía Bắc
- Trung tâm Quy hoạch và Điều tra tài nguyên - môi trường biển khu vực phía Nam
- Trung tâm Thông tin, dữ liệu biển và hải đảo quốc gia

## Các hoạt động hàng năm do Cục chủ trì
Tuần lễ Biển và Hải đảo Việt Nam và Ngày Đại dương Thế giới được tổ chức hàng năm từ ngày 1-8 tháng 6.